# Aristolochia melgueiroi
Aristolochia melgueiroi là một loài thực vật có hoa trong họ Aristolochiaceae. Loài này được Barringer & F.Guánchez mô tả khoa học đầu tiên năm 1991.